# Gergelyi Tivadar
Gergelyi Tivadar (Kisszeben, 1837 – Hanusfalva, 1904. október) országgyűlési képviselő.

## Élete
A gimnáziumot Késmárkon, jogi tanulmányait a kassai jogakadémián kezdte és a pozsonyi akadémián folytatta, majd 1861-ben a Bécsi Egyetemen fejezte be. Ezek után beutazta Német- és Franciaországot. Párizsban a lengyel emigráció több tagjával baráti viszonyban volt és az ő felszólításukra 1863 tavaszán a lengyel felkelés idején Varsóba ment, ahol az ún. "titkos nemzeti kormány" megbízásából, több küldetésben járt el. 1864 januárban elfogták és a budapesti katonai bíróság elé állították. Másfél évi vizsgálati fogsága után felségárulás bűntényében 12 évi várfogságra ítélték. 1866-tól Péterváradon mozoghatott, majd 1867-ben a koronázás napján teljesen szabadlábra helyezték és visszatért a szepességi birtokaira. 1869-ben és 1872-ben az akkori balközéppárt híve, melynek képviselőjelöltjeként a lublói választókerületben indult, de kisebbségben maradt, 1878-ban azonban az említett kerület egyhangúlag a parlamentbe választotta. 3 cikluson át volt a Szabadelvű Párt tagja.